# Monostola infans
Monostola infans là một loài bướm đêm trong họ Noctuidae.